# زهير بكير
زهير بكير مخرج ومؤلف مصري  من مواليد 14 أكتوبر 1920 بدء حياته الفنية مؤلفاً أيضاً ناقداً سينيمائياً، وعمل مديراً للإنتاج السينمائي.
توفي في 31 ديسمبر 1999 عن عمر يناهز 79 سنة وكان رصيده الفني:

## الإنتاج
8 أفلام (قليل البخت 1952 – بين قلبين 1953 – نور عيوني 1954 – أبو الدهب 1954 – حياه وامل 1961 – الحب الخالد 1965 – لغة الحب 1974 – الشقيقتان 1990 )

## التأليف
قام زهير بكير أحياناً بتأليف قصص الأفلام وأحياناً بكتابة السيناريو والحوار منذ عام 1946 وحتى 1990 وكان أشهر ماكتب «أبو الدهب» عام 1954 و«الحب الخالد» عام 1965 )

## الاخراج
وهبتك حياتى 1956 – صراع مع الحياة 1957 – عودة الحياة 1959 – حياة امرأة 1959 – حياة وأمل 1961 – صراع الجبابرة 1962 – حيرة وشباب 1962 – الحب الخالد 1965 – آخر العنقود 1966 – غراميات مجنون 1967 – سارق المحفظة 1970 – رحلة شهر العسل 1970 – لغة الحب 1974 – الشقيقتان 1990.

## وصلات خارجية
- زهير بكير على موقع السينما
- زهير بكير على موقع دهليز
- زهير بكير على موقع IMDB
- زهير بكيرعلى موقع كاروهات